# Marockansk arabiska
Marockansk arabiska (även kallad darija) är den maghrebarabiska dialekt som talas i Marocko. Den skiljer från den klassiska arabiskan på flera sätt. Bland annat är ordförrådet till viss del hämtat från berberspråk och har även lånord från romanska språk. Dialekten delas ytterligare till sju underdialekter.
Marockansk arabiska är modersmål för de runt 50 % av Marockos befolkning som inte har något av de berbiska språken tarifit, tachelheit eller tamazight som sitt första språk. Många marockaner är flerspråkiga och behärskar förutom marockansk arabiska och berbiska även franska och/eller spanska. 
Marockansk arabiska är främst ett talat språk som saknar officiella skrivregler, och skrivs med det arabiska alfabetet. På internet och i sms-konversationer används ofta ett så kallat arabiskt chattalfabet, där olika siffror och bokstavskombinationer används för de arabiska fonem som saknar motsvarigheter i det latinska alfabetet. 
Marockansk arabiska används flitigt inom film, tv och radio, men inom utbildningsväsende, affärsliv, offentlig förvaltning och vid all annan typ av officiell kommunikation används antingen modern standardarabiska eller franska eller en kombination av de båda. 

## Vanliga ord och uttryck på marockansk arabiska
- mezian(a), zouin(a): bra, fin (m/f)
- wakha: okej
- lah'9ach, b'hit, hent, hit: därför att
- wahed, chi: en, någon
- tomobil(a): en bil
- tren: ett tåg
- car: en buss
- magana/sa3a : en klocka
- ndader: glasögon
- chnouhoua?, chnouhiyya?: vad är det? (m/f)
- chnou: vad?
- chhal? : hur mycket?
- kouzina: ett kök
- kemelt/salit: jag är klar
- kifash: hur?
- safi/baraka: det räcker
- zid/yallah: kom igen!
- blasa: en plats, ett ställe
- temak, temma, lhih: där, där borta
- dow: ljus
- shems: sol
- telj: snö
- chta: pluie
- nhar: dag
- lil: natt
- mba3d: efter
- l'barah: igår
- ghadda: imorgon
- l'woul barah: i förrgår
- walou / (het)ta haja: inget, ingenting
- ma kan fhemch, ma fhemtch: jag förstår inte
- ma kan 3refch, ma 3reftch: jag vet inte
- bnin: god, utsökt (om mat)
- telfaza: en tv
- l'ma : vatten
- makla: mat
- koul: ät!
- chreb: drick!
- fin?, fayn?: var?
- sahbi: min vän (m)
- sahebti: min vän (f)
- khouya/khayy (Fès): min bror
- khti: min syster
- rajel: en man
- mra: en kvinna